# Оберфенрих
Оберфенрих (від нім. Oberfähnrich; скорочено OFähnr або OFR) — військове звання в Збройних силах Німеччини.

## Військове звання оберфенриха вБундесвері
У сучасному Бундесвері ранг оберфенриха є найвищим званням кандидатів в офіцери (OR-7), еквівалент гаупт-фельдфебеля серед унтер-офіцерського складу Сухопутних військ країни. На флоті еквівалентом цього звання оберфенрих-цур-зее (нім. Oberfähnrich zur See).
| З 1956           |                                                 |                                                 |                                 |                                         |                                                  |                                 |                                                        | German Navy                                               | German Navy                              | German Navy                          | German Navy                          |
| ---------------- | ----------------------------------------------- | ----------------------------------------------- | ------------------------------- | --------------------------------------- | ------------------------------------------------ | ------------------------------- | ------------------------------------------------------ | --------------------------------------------------------- | ---------------------------------------- | ------------------------------------ | ------------------------------------ |
|                  | Обер-фенрих                                     |                                                 |                                 |                                         | Обер-фенрих                                      |                                 |                                                        |                                                           |                                          |                                      |                                      |
| Військове звання | Старший сержант-кадет оберфенрих (Oberfähnrich) | Старший сержант-кадет оберфенрих (Oberfähnrich) | Сержант-кадет фенрих (Fähnrich) | Кадет-офіцер фанен-юнкер (Fahnenjunker) | Старший кадет авіації обер-фенрих (Oberfähnrich) | Кадет авіації фенрих (Fähnrich) | Кадет-офіцер старшого рангу фанен-юнкер (Fahnenjunker) | Старший мічман обер-фенрих-цур-зее (Oberfähnrich zur See) | Мічман фенрих-цур-зее (Fähnrich zur See) | Морський кадет зее-кадет (Seekadett) | Морський кадет зее-кадет (Seekadett) |
| Коди НАТО        | (OR-7)                                          | (OR-7)                                          | (OR-6)                          | (OR-5)                                  | (OR-7)                                           | (OR-6)                          | (OR-5)                                                 | (OR-7)                                                    | (OR-6)                                   | (OR-5)                               | (OR-5)                               |

## Еквівалент військового звання в деяких країнах
- → Fændrik (укр. фендрик)
- → Aspirant/ Élève-officier (укр. аспірант/елеве-офіцер)
- → Allievo Ufficiale I (укр. аллієво уффіціале І)
- → Eleve-Officier/ Officer cadet (укр. елеве-офіцер/кандидат в офіцери)
- → Vaandrig/Kornet (укр. ваандріг/корнет)
- → Fähnrich (укр. фенрих)
- → курсант
- → Teniente segundo (укр. тенієнте сегундо)
- → кандидат в офіцери
- → офіцерський кандидат